# Dallas Chaparrals 1971-1972
La stagione 1971-72 dei Dallas Chaparrals fu la 5ª nella ABA per la franchigia.
I Dallas Chaparrals arrivarono terzi nella Western Division con un record di 42-42. Nei play-off persero la semifinale di division con gli Utah Stars (4-0).

## Classifica
| Squadra           | V  | P  | %    | GB |
| ----------------- | -- | -- | ---- | -- |
| Utah Stars        | 60 | 24 | 71,4 | -  |
| Indiana Pacers    | 47 | 37 | 56,0 | 13 |
| Dallas Chaparrals | 42 | 42 | 50,0 | 18 |
| Denver Rockets    | 34 | 50 | 40,5 | 26 |
| Memphis Pros      | 26 | 58 | 31,0 | 34 |

## Roster
| N°   | Naz.                   | Ruolo | Sportivo          | Anno | Alt. | Peso |
| ---- | ---------------------- | ----- | ----------------- | ---- | ---- | ---- |
|      | Stati Uniti (bandiera) | GA    | Bob Quick         | 1946 | 196  | 98   |
| 11   | Stati Uniti (bandiera) | G     | Joe Hamilton      | 1948 | 178  | 73   |
| 13   | Stati Uniti (bandiera) | G     | Gene Phillips     | 1948 | 193  | 79   |
| 15   | Stati Uniti (bandiera) | GA    | Shaler Halimon    | 1945 | 196  | 90   |
| 15   | Stati Uniti (bandiera) | AC    | George Peeples    | 1943 | 201  | 86   |
| 15   | Stati Uniti (bandiera) | A     | Ron Sanford       | 1946 | 206  | 98   |
| 20   | Stati Uniti (bandiera) | G     | Donnie Freeman    | 1944 | 191  | 84   |
| 21-4 | Stati Uniti (bandiera) | G     | Jeff Congdon      | 1943 | 185  | 82   |
| 23   | Stati Uniti (bandiera) | GA    | Steve Jones       | 1942 | 196  | 93   |
| 25   | Stati Uniti (bandiera) | C     | George E. Johnson | 1947 | 211  | 111  |
| 33   | Stati Uniti (bandiera) | AC    | Rich Jones        | 1946 | 198  | 100  |
| 40   | Stati Uniti (bandiera) | AC    | Len Chappell      | 1941 | 203  | 109  |
| 43   | Stati Uniti (bandiera) | A     | Collis Jones      | 1949 | 201  | 92   |
| 44   | Stati Uniti (bandiera) | AC    | John Beasley      | 1944 | 206  | 102  |
| 50   | Stati Uniti (bandiera) | AC    | Goo Kennedy       | 1949 | 196  | 93   |
| 52   | Stati Uniti (bandiera) | C     | Rich Niemann      | 1946 | 213  | 111  |
| 54   | Stati Uniti (bandiera) | A     | Simmie Hill       | 1946 | 201  | 106  |
| 55   | Stati Uniti (bandiera) | AC    | Gene Moore        | 1945 | 206  | 102  |

## Staff tecnico
- Allenatore: Tom Nissalke